# Iga Wyrwał
Iga Wyrwał (född 20 februari 1989), även känd som Eva eller Eve, är en polsk glamourmodell och fotomodell. Hon föddes i Kalisz i Polen.

## Filmmedverkan
Iga Wyrwał spelade dvärgprinsessan i filmen Your Highness från 2011 med James Franco och Natalie Portman i huvudrollerna.

## Modellkarriär
År 2006 flyttade Wyrwał från Polen till Rugby i England. År 2008 blev hon omslagsflicka för tidningen "Nuts". Hon introducerades i april samma år som "den sexigaste nya bruden i Storbritannien", och senare samma månad rankades hon först i tidningens lista "100 sexigaste toplessbrudar 2008".
Iga Wyrwał har medverkat i herrtidningar som bland annat Playboy, Front, Nuts och CKM.

### Paus
I december 2009 meddelade Wyrwał att hon var gravid och skulle ta en paus. Far till barnet uppges vara BBC:s grafiska formgivare Martin Fausek. 

## TV-framträdanden
I november 2009 dök Wyrwał upp i säsong 10 av Taniec z Gwiazdami , den polska motsvarigheten till Let's Dance. Hon var partner med den professionella dansaren Łukasz Czarnecki. Paret åkte ur andra veckan.